# Destination Calabria
"Destination Calabria" é uma canção do produtor italiano Alex Gaudino, com vocais de Crystal Waters, cantora norte-americana.
A música é um mashup que combina a parte instrumental da canção "Calabria", do produtor dinamarquês Rune RK, e os vocais de Crystal Waters em "Destination Unknown", a canção já produzida por Gaudino, ambas datadas do ano de 2003. A canção foi lançada como um vinil em 4 de dezembro de 2006 na Itália.

## Faixas
12" Maxi (Rise 345)
1. Destination Calabria (Extended Mix) - 6:56
2. Destination Calabria (Nari & Milani Club Mix) - 6:53
3. Destination Calabria (Gaudino & Rooney Remix) - 8:06

12" Maxi (Rise 364)
1. Destination Calabria (UK Extended Mix) - 6:52
2. Destination Calabria (Paul Emanuel Remix) - 7:40
3. Destination Calabria (King Unique Remix) - 6:47
4. Destination Calabria (Laidback Luke Remix) - 7:16

CD-Single (Scorpio 510 151-5)
1. Destination Calabria (Original Radio Edit) - 3:40
2. Destination Calabria (UK Radio Edit) - 3:00

Enhanced - CD-Maxi (Data 135 954-2)
1. Destination Calabria (Radio Edit) - 3:02
2. Destination Calabria (Club Mix) - 6:54
3. Destination Calabria (Paul Emanuel Remix) - 7:39
4. Destination Calabria (Laidback Luke Remix) - 7:16
5. Destination Calabria (Drunkenmunky 2007 Remake) - 6:41

- Extras: Destination Calabria (Video) - 3:02

12" Maxi (Data 153T)
1. Destination Calabria (Club Mix) - 6:31
2. Destination Calabria (Laidback Luke Remix) - 7:18
3. Destination Calabria (Paul Emanuel Remix) - 7:42
4. Destination Calabria (King Unique Remix) - 6:49

CD-Maxi (Ministry Of Sound 0181733MIN / EAN 4029758817339)
1. Destination Calabria (Radio Edit) - 3:02
2. Destination Calabria (Club Mix) - 6:56
3. Destination Calabria (Paul Emanuel Remix) - 7:42
4. Destination Calabria (Laidback Luke Remix) - 7:17
5. Destination Calabria (Kign Unique Remix) - 6:37

- Extras: Destination Calabria (Video)

12" Maxi (Data 153P1)
1. Destination Calabria (Club Mix) - 6:52
2. Destination Calabria (Paul Emanuel Remix) - 7:40
3. Destination Calabria (Laidback Luke Remix) - 7:16
4. Destination Calabria (King Unique Remix) - 6:47